# Friedrich Wilhelm von Thile
Friedrich Wilhelm von Thile (* 1709; † 3. Januar 1782) war ein königlich-preußischer Generalmajor und Chef des Infanterie-Regiments Nr. 28.

## Leben
Geboren wurde er als dritter Sohn des Generalmajors Martin von Thile und dessen Frau Dorothea Gregori.
Von Thile trat 1726 in den preußischen Kriegsdienst und wurde im Jahr 1730 Fähnrich im Altpreußischen Infanterieregiment Nr. 25, dem Regiment seines Vaters. 1738 und 1739 nahm er als Freiwilliger an den Feldzügen gegen die Türken teil. 1739 war er auch bereits Hauptmann (Kapitän) und kämpfte am 10. April 1741 in der Schlacht bei Mollwitz, wo er verwundet wurde.
1751 wurde von Thile Major im Altpreußischen Infanterieregiment No. 39. Als solcher kämpfte er am 5. Dezember 1757 in der Schlacht bei Leuthen, wo er wieder verwundet wurde. Im Oktober 1758 wurde er zum Oberstleutnant und schon im Dezember 1758 zum Oberst befördert. Am 6. August 1759 ernannte man ihn zum Generalmajor. Am 5. Februar 1760 übernahm er das Infanterie-Regiment Nr. 28, bevor er am 4. Juni 1770 seinen Abschied und eine Pension von 1500 Talern bekam. Friedrich Wilhelm von Thile starb am 3. Januar 1782.